# Aromaterápia

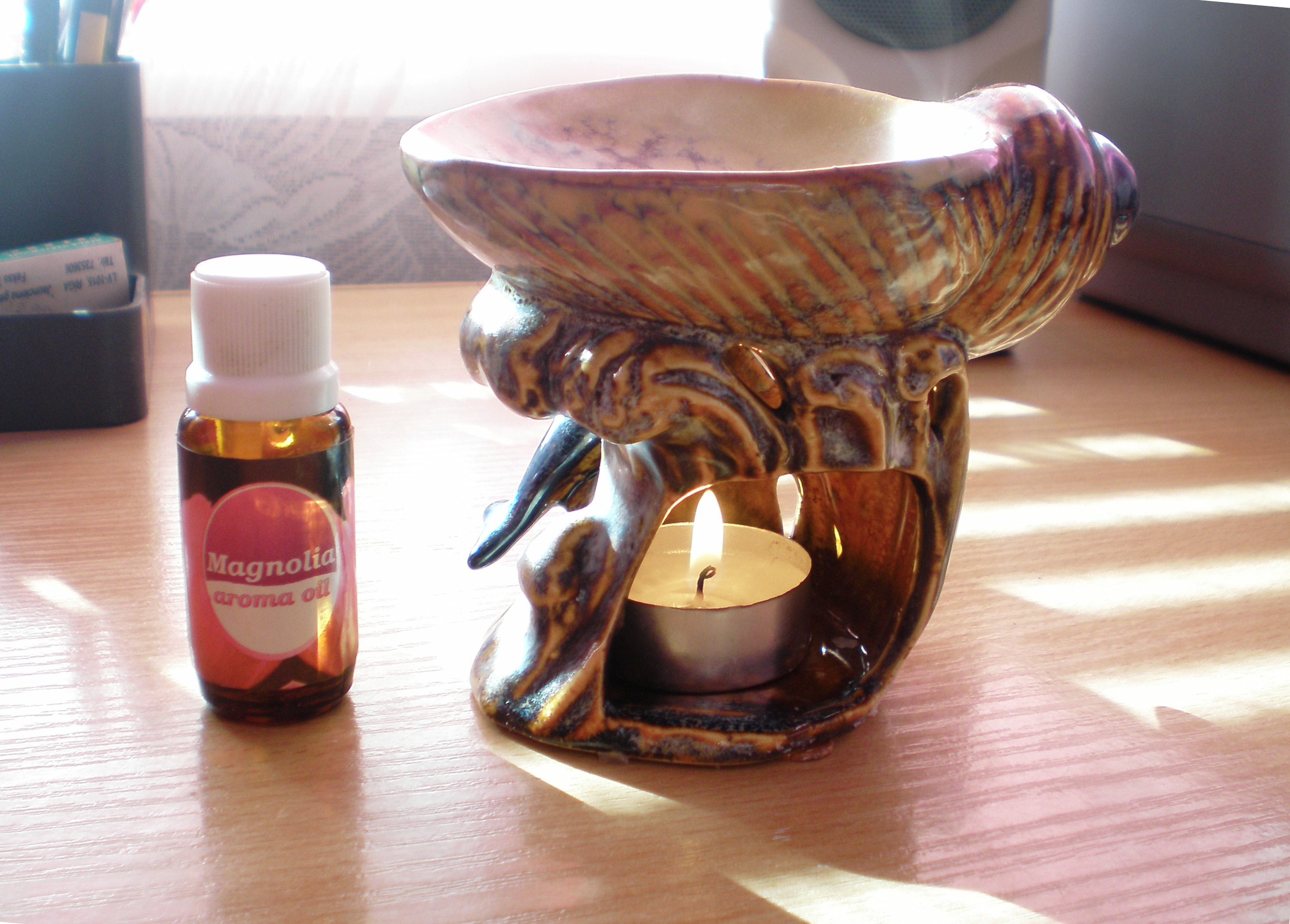
Mécses és illóolaj

Az aromaterápia különböző, többnyire növényi eredetű illóolajat használó terápia. Ezek az illóolajok nyugtató hatásúak, esetleg neurológiai stimulánsok. Pl. Az ausztrál teafa (Melaleuca alternifolia) illóolaja egyben az egyik leghatékonyabb légfertőtlenítő is.
Kiegészítő gyógymódként, vagy ami vitatottabb, alternatív gyógymódként alkalmazzák. Nem ismert meggyőző bizonyíték arra nézve, hogy az aromaterápia alkalmas lenne bármilyen betegség megelőzésére vagy gyógyítására, de a beteg általános közérzetének javítására képes lehet.

## Főbb felhasználási területei
- izomlazításra
- légzéskönnyítésére
- gyulladás- és fájdalomcsökkentésre
- méregtelenítésre
- vízhajtásra
- levertség ellensúlyozására stb.

Az aromaterápiás anyagok túladagolhatók és mérgezést is okozhatnak.

## Ellenjavallat
Általánosságban elmondható, hogy az illóolaj párologtatása (nem feltétlenül mécses felett, hanem spontán módon, szobahőmérsékleten) a felhasználás legbiztonságosabb módja, feltéve, hogy nincs túladagolva.